# Hrafnagaldur Óðins

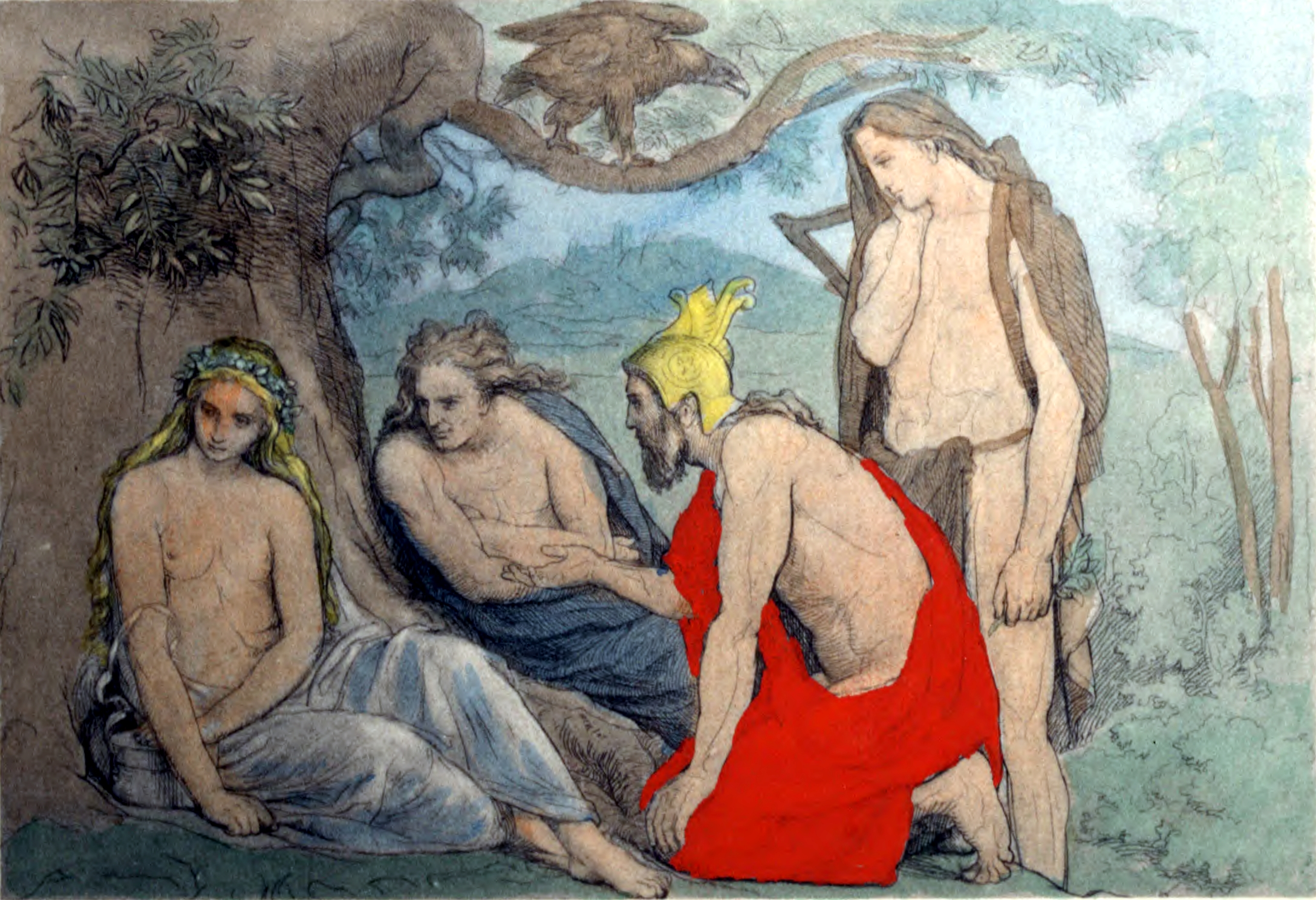
El argumento de Hrafnagaldr Óðins involucra a la diosa Iðunn y los dioses Loki, Heimdall y Bragi. Ilustración de Lorenz Frølich.

Hrafnagaldur Óðins («Hechizo de Odín» también conocido como el «Canto del Cuervo de Odín») o Forspjallsljóð («preludio poético»). Es un poema islandés al estilo de Edda poética.
Se ha conservado sólo en manuscritos de copias tardías. Sophus Bugge en su influyente edición de 1867 de la Edda poética argumentó que el poema tenía su origen en un trabajo de siglo XVII, compuesto como una introducción a Baldrs draumar. Desde entonces no se ha incluido en más ediciones de la Edda poética  y tampoco se ha estudiado extensamente. No obstante, hasta las afirmaciones de Bugge el poema se consideraba parte de la Edda poética y citado en diversos escritos de notables investigadores como las traducciones al inglés de A. S. Cottle en 1797 y Benjamin Thorpe en 1866, así como la influyente traducción alemana de Karl Simrock en 1851. En 1852, William y Mary Howitt lo encumbraron entre los himnos poéticos más profundos y singulares de la Edda.
El poema está compuesto de 26 estrofas (fornyrðislag). Menciona a un número importante de personajes de la Mitología nórdica pero no cita ningún mito conocido de otras fuentes. En contexto es difuso y la narrativa difícil de interpretar ya que algunas estrofas están cifradas y probablemente contaminadas. La última estrofa no llega a completar una conclusión satisfactoria, lo que sugiere que el poema llegó inconcluso a nuestros días.
En las últimas décadas hubo un creciente interés en el poema de manos del filólogo Jónas Kristjánsson en un intento de contradecir el análisis de Bugge. Basándose en las evidencias lingüísticas y aparente estado de corrupción del texto, Jonás argumenta a favor de una fecha temprana de la que indica Bugge, quizás sobre el siglo XIV. Annette Lassen replicó que solo una pocas líneas poseen ciertas indicaciones de su posible origen y que no es una prueba irrefutable de una fecha más temprana; Lassen concluye que el poema es una fuente válida que no debería aportar mayor escepticismo que otras obras, por ejemplo Fjölsvinnsmál y Sólarljóð.
En 2002 el músico islandés Hilmar Örn Hilmarsson, la cantante tradicional Steindór Andersen y la banda musical Sigur Rós compusieron y estrenaron una obra basada en el poema.